# Theikenmeer
Das Naturschutzgebiet Theikenmeer ist ein Naturschutzgebiet in der Samtgemeinde Werlte im niedersächsischen Landkreis Emsland.

## Beschreibung
Das „Theikenmeer“ ist ein 250 ha großes Gebiet, das seit 1936 unter Naturschutz steht. Es liegt am Hümmlinger Pilgerweg an der 26,7 km langen Etappe Sögel – Werlte.
Das Naturschutzgebiet mit der Kennzeichen-Nummer NSG WE 010 umfasst ein Hochmoor, die Wehmer Dose, mit einem darin liegenden See. Beide sind wichtiger Rastplatz für ziehende Wasservögel. Das Hochmoor hat nach erfolgreichen Vernässungsmaßnahmen wieder Bedeutung für hochmoortypische Tier- und Pflanzenarten.

## Geschichte
Mit Verordnung vom 16. November 1936 wurde das Gebiet zwischen Sögel und Werlte zum Naturschutzgebiet erklärt. Zuständig ist der Landkreis Emsland als untere Naturschutzbehörde.
Aufgrund von illegalen Entwässerungen war das Theikenmeer Mitte der 1970er Jahre ausgetrocknet und verlandet. Durch die Initiative junger Naturschützer wurde die illegale Entwässerung gestoppt und der See durch Staumaßnahmen wiedervernässt. In den 1980er-Jahren wurde er wieder ausgebaggert, später kam die benachbarte „Wehmer Dose“ als Naturschutzgebiet hinzu. Seit 2008 leistet die Volkswagen Leasing GmbH in Kooperation mit den Konzernmarken einen Projektbeitrag an den Naturschutzbund Deutschland e. V. Dieser wird zu einhundert Prozent für die Finanzierung von Natur- und Klimaschutzprojekten u. a. für die Renaturierung des Theikenmeeres verwendet.
2015 wurde das Theikenmeer Bestandteil des Naturparks Hümmling. In einer umgebauten großen Scheune unweit des Theikenmeers befindet sich eine Ausstellung zur Naturgeschichte der Region und speziell des Theikenmeers und der benachbarten Moore.